# Landschaftsschutzgebiet Freiflächen bei Oesdorf / Westheim und Krähengrund

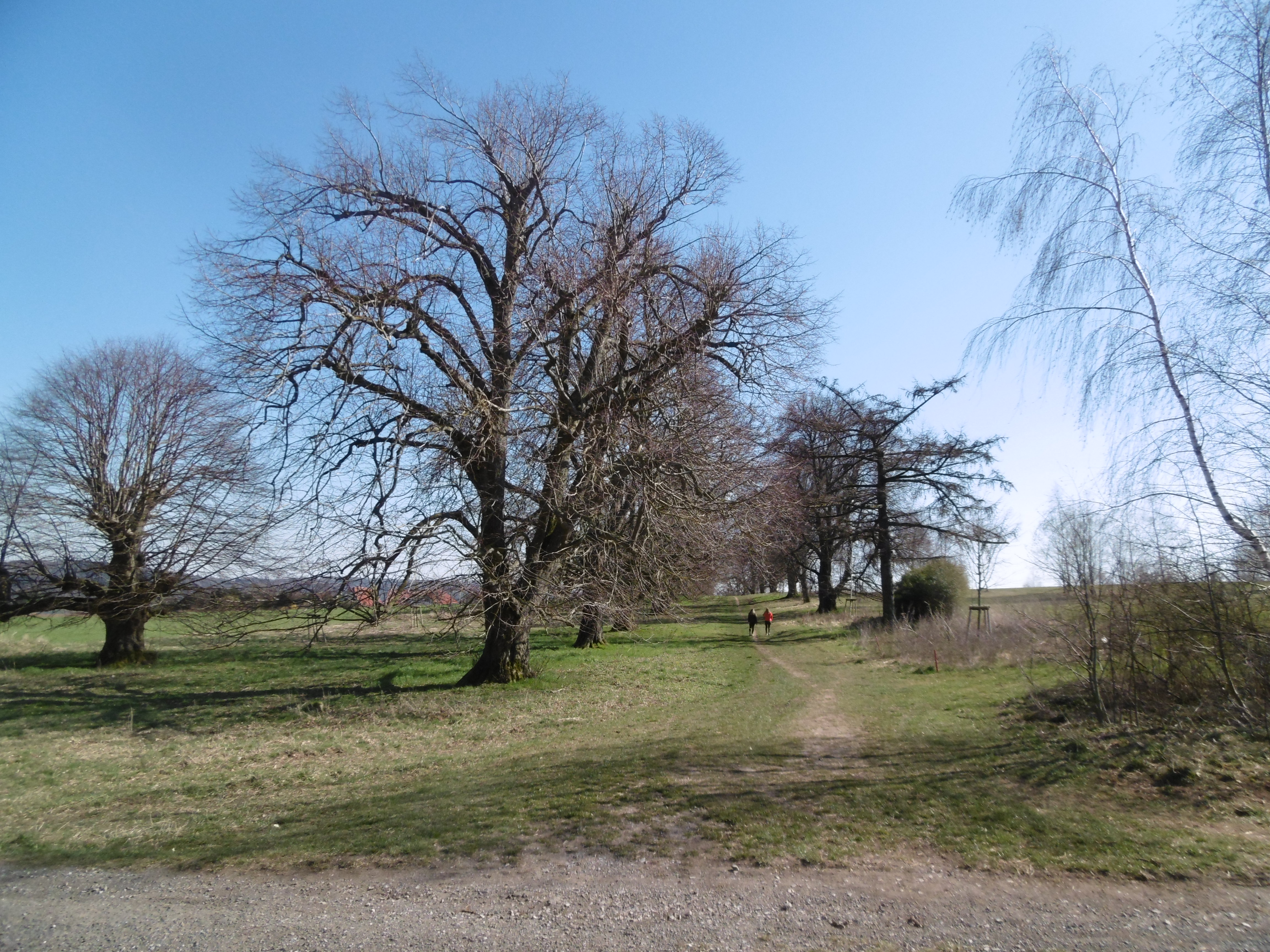
Geschützter Landschaftsbestandteil Doppelallee Westheim im LSG

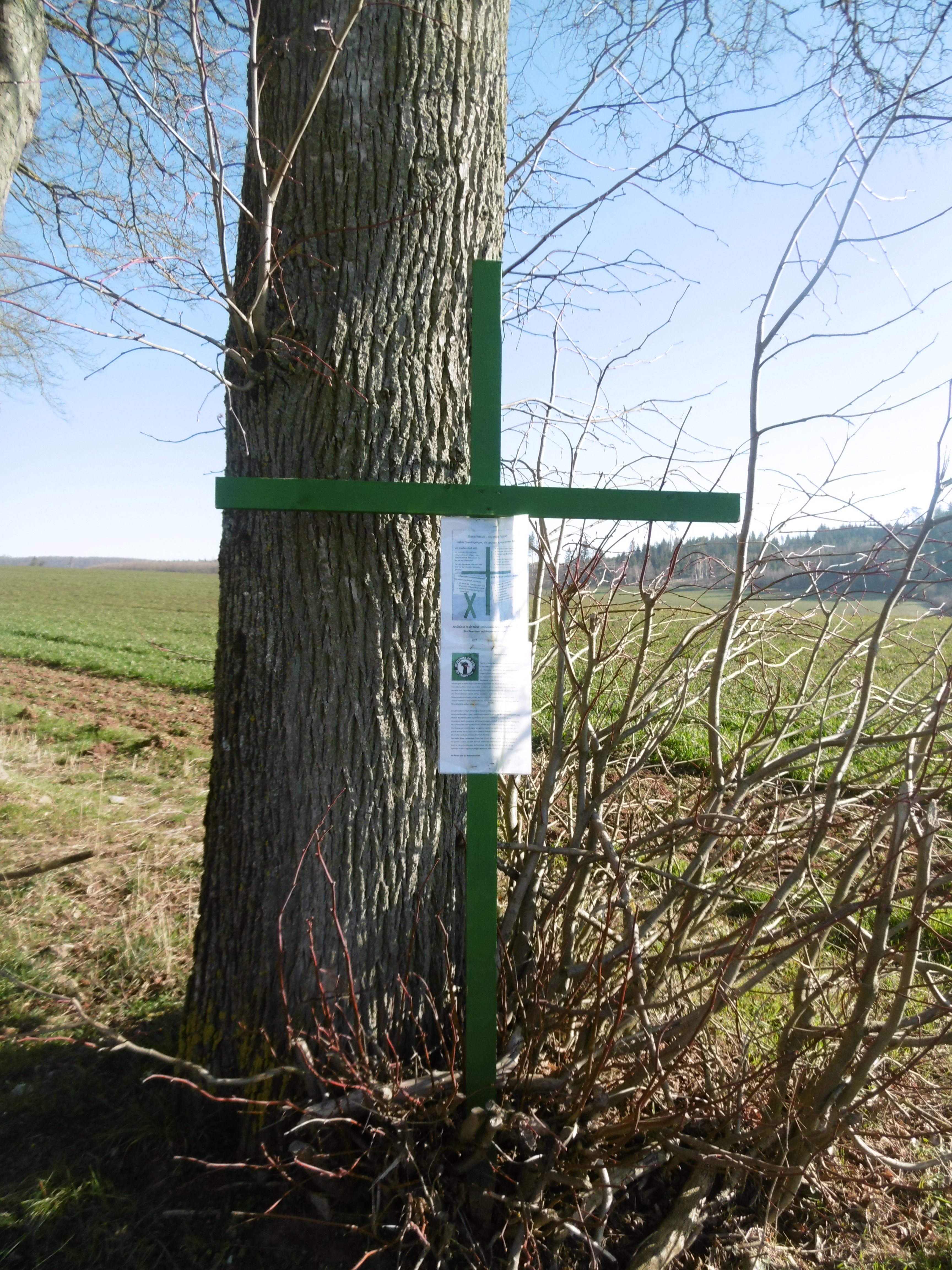
Aktion Grünes Kreuz im LSG

Das Landschaftsschutzgebiet Freiflächen bei Oesdorf / Westheim und Krähengrund mit 192,81 ha liegt im Stadtgebiet von Marsberg und im Hochsauerlandkreis. Das Schutzgebiet umfasst mit vier Teilflächen das Offenland südlich und östlich von Oesdorf. Das Gebiet wurde 2008 mit dem Landschaftsplan Marsberg durch den Kreistag des Hochsauerlandkreises als Landschaftsschutzgebiet (LSG) ausgewiesen. Das LSG wurde als Landschaftsplangebiet vom Typ B, Ortsrandlagen, Offenland- und Kulturlandschutz, ausgewiesen.

## Beschreibung
Im LSG befinden sich landwirtschaftliche Offenlandbereiche mit Grünland und Acker. Der Golfplatz Westheim liegt im LSG. Auch das Naturdenkmal 2 Linden, der Geschützter Landschaftsbestandteil Allee nördlich des Rosenberges und der Geschützter Landschaftsbestandteil Doppelallee Westheim liegen im LSG. Der Geschützter Landschaftsbestandteil Krähengrund wird vom LSG umschlossen.
Östlich von Oesdorf handelt es sich dabei überwiegend um ackerbaulich genutzte Bereiche, wobei die beiden direkt östlich vom Dorf liegenden in das Grünland des umgebenden LSG Vor der Egge verzahnt sind. Die dritte Teilfläche am Krähengrund deckt den Südostteil eines größeren strukturarmen Intensivackers südlich des Karolinenhofes ab, der durch eine breite Hecke vom landschaftlichen Umfeld der Ortslage Oesdorf getrennt ist. Auch südlich des Dahlbaches, Richtung Westheim, sind am Hoppenberg größere Ackerflächen und der Golfplatz Westheim Teil des LSG.

## Schutzzweck
Die Ausweisung erfolgte zur Sicherung der Vielfalt und Eigenart der Landschaft im Nahbereich der Ortslagen und der alten landwirtschaftlichen Vorranggebiete durch Offenhaltung. Ferner wegen der besonderen Bedeutung für die Erholung. Laut Landschaftsplan erfolgte die Ausweisung auch zur Offenhaltung für den Naherholungsbereich zwischen Westheim und Oesdorf und um die landschaftsprägende Wirkung der schutzwürdigen Großgehölze, hier die drei oben genannten LBs und des Naturdenkmals, beizutragen.

## Rechtliche Vorschriften
Wie in den anderen Landschaftsschutzgebieten im Stadtgebiet besteht im LSG ein Verbot Bauwerke zu errichten. Vom Verbot ausgenommen sind Bauvorhaben für Gartenbaubetriebe, Land- und Forstwirtschaft. Die Untere Naturschutzbehörde kann Ausnahme-Genehmigungen für Bauten aller Art erteilen. Wie in den anderen Landschaftsschutzgebieten vom Typ B in Meschede besteht im LSG ein Verbot der Erstaufforstung und Weihnachtsbaum-, Schmuckreisig- und Baumschul-Kulturen anzulegen. Es besteht das Gebot das LSG durch landwirtschaftliche Nutzung oder geeignete Pflegemaßnahmen von Bewaldung frei zu halten.